# Silba excisa
Silba excisa är en tvåvingeart som först beskrevs av Kertesz 1901.  Silba excisa ingår i släktet Silba och familjen stjärtflugor. Inga underarter finns listade i Catalogue of Life.